# Погорельцы (Рамешковский район)
Погоре́льцы— село в Рамешковском районе Тверской области. Относится к сельскому поселению Ведное.
Находится на автодороге Р86 «Кушалино— Горицы— Кашин— Калязин», в 27 км от Кушалино, в 1 км от села Ведное. От села идёт автодорога на Медведиху.
Через село протекает речка Погорелка, приток Кушалки.

## История
Село Погорелец известно с XVI века, когда оно с окрестными пустошами и починками относилось к кушалинским владениям Симеона Бекбулатовича.
В 1816 году в селе была построена каменная Спасская церковь с 3 престолами, метрические книги с 1700 года. 
В 1859 году в русском владельческом селе Погорельцы Корчевского уезда 77 дворов, где проживали 540 человек (321 мужчина, 309 женщин). В 1887 году село центр волости и прихода Корчевского уезда 110 дворов, 531 житель (189 мужчин и 192 женщины), на военной службе 6 человек, грамотных 15 мужчин и 1 женщина, учились 12 мальчиков и 4 девочки (посещали земскую школу, основанную в 1882 году); нищенствовали 6 человек. В селе были 10 дегтярных заводов, кузница, трактир, 2 мелочные лавки.
Погорельцевская волость в 1887 году имела население 4972 человека, в неё входили 26 крестьянских селений.
В 1916 году построена каменная Спасская церковь, престольный праздник в селе — Успение Пресвятой Богородицы (28 августа).
В 1918 году Погорельцы стали центром сельсовета. В 1930 году часть крестьян объединились в колхоз "6-я годовщина смерти Ленина", в 1935 году он сменил название на "Путь Ленина".
С 1935 Погорельцевский сельсовет относится к Кушалинскому району Калининской области. В Погорельцах 130 хозяйств, работали мельница, молокозавод, магазин.
Во время Великой Отечественной войны всё мужское население деревни, годное к службе, было призвано в армию. В колхозе работали женщины, старики и подростки. На 1 января 1942 года в Погорельцах проживали 344 человека (131 мужчина и 213 женщин). В годы войны на фронтах погибли 70 жителей села.
В 1954 году Погорельцы вошли в Ведновский сельсовет, который с 1956 года относится к Рамешковскому району. В 1959 году колхоз Путь Ленина объединился с колхозом "Перелом" (центральная усадьба в селе Ведное).
В 2001 году в Погорельцах 22 дома, в них постоянно проживали 36 человек, 27 домов — собственность наследников и дачников.

## Население
| 1859 | 1887 | 1897 | 1936 | 1989 | 2002 | 2010 |
| ---- | ---- | ---- | ---- | ---- | ---- | ---- |
| 540  | ↘531 | ↗535 | ↘344 | ↘56  | ↘36  | ↗38  |

## Достопримечательности
В селе расположена недействующая Церковь Спаса Нерукотворного Образа (1816).